# Milton Keynes Dons Football Club 2010-2011
Questa voce raccoglie le informazioni riguardanti la Milton Keynes Dons nelle competizioni ufficiali della stagione 2010-2011.

## Rosa
| N. |                        | Ruolo | Calciatore          |
| -- | ---------------------- | ----- | ------------------- |
| 1  | Inghilterra (bandiera) | P     | David Edward Martin |
| 2  | Inghilterra (bandiera) | D     | Jude Stirling       |
| 3  | Inghilterra (bandiera) | D     | Dean Lewington      |
| 4  | Francia (bandiera)     | D     | Mathias Kouo-Doumbé |
| 5  | Scozia (bandiera)      | D     | Gary MacKenzie      |
| 6  | Inghilterra (bandiera) | D     | Sean O'Hanlon       |
| 7  | Irlanda (bandiera)     | C     | Stephen Gleeson     |
| 8  | Galles (bandiera)      | A     | Jermaine Easter     |
| 8  | Inghilterra (bandiera) | A     | David Amoo          |
| 9  | Inghilterra (bandiera) | A     | Aaron Wilbraham     |
| 9  | Inghilterra (bandiera) | A     | Rowan Vine          |
| 10 | Inghilterra (bandiera) | A     | Sam Baldock         |
| 11 | Colombia (bandiera)    | A     | Ángelo Balanta      |
| 12 | Francia (bandiera)     | P     | Willy Guéret        |
| 13 | Inghilterra (bandiera) | C     | Mark Carrington     |
| 14 | Inghilterra (bandiera) | A     | Lewis Guy           |
| 15 | Inghilterra (bandiera) | D     | Danny Woodards      |
| 16 | Inghilterra (bandiera) | C     | Adam Clayton        |

| N. |                             | Ruolo | Calciatore        |
| -- | --------------------------- | ----- | ----------------- |
| 16 | Germania (bandiera)         | C     | Dietmar Hamann    |
| 16 | Scozia (bandiera)           | C     | Stephen Hughes    |
| 17 | Inghilterra (bandiera)      | P     | Stuart Searle     |
| 18 | Inghilterra (bandiera)      | C     | George Baldock    |
| 19 | Inghilterra (bandiera)      | A     | Jabo Ibehre       |
| 20 | Scozia (bandiera)           | C     | Michael McIndoe   |
| 20 | Capo Verde (bandiera)       | C     | Pelè              |
| 21 | Inghilterra (bandiera)      | D     | Luke Howell       |
| 21 | Inghilterra (bandiera)      | A     | Keanu Marsh-Brown |
| 22 | Scozia (bandiera)           | C     | Peter Leven       |
| 23 | Inghilterra (bandiera)      | D     | Adam Chicksen     |
| 24 | Irlanda del Nord (bandiera) | D     | Tom Flanagan      |
| 25 | Inghilterra (bandiera)      | A     | Charlie Collins   |
| 26 | Inghilterra (bandiera)      | C     | Luke Chadwick     |
| 27 | Inghilterra (bandiera)      | A     | Daniel Powell     |
| 28 | Stati Uniti (bandiera)      | A     | Jemal Johnson     |
| 30 | Brasile (bandiera)          | C     | Igor Coronado     |